# Buddhistické pojmy
Buddhistické pojmy jsou pojmy užívané v buddhistické literatuře především v zemích dálného východu. Během svého rozšiřování byl buddhismus konfrontován s mnoha kulturami a Buddhovo učení bylo revidováno, obohacováno a pozměňováno. Představitelé různých buddhistických škol používali různé části Buddhova učení a pro jejich detailní popis používali a vytvářeli různé termíny. Někdy se jednalo o prosté překlady, jindy se význam posouval a další termíny byly přejímány z předbuddhistických místních učení. Nejstarší pojmy pochází z jazyka Páli a jsou používány v zemích, kde je nejvíce rozšířena Theraváda. Pro detailní chápání rozdílů mezi jednotlivými buddhistickými školami je však nutné rozdělit buddhistické pojmy podle zemí, kde vznikaly: 
- Pálijské buddhistické pojmy
- Sanskrtské buddhistické pojmy
- Čínské buddhistické pojmy
- Tibetské buddhistické pojmy
- Korejské buddhistické pojmy
- Japonské buddhistické pojmy